# Upeneus supravittatus
Upeneus supravittatus  Uiblein & Heemstra, 2010 è un pesce appartenente alla famiglia Mullidae.

## Descrizione
Presenta un corpo allungato, leggermente compresso sul ventre. La colorazione è grigiastra, tendente al marrone sul dorso, con due bande chiare sui fianchi, quasi giallastre. I barbigli sono pallidi, le pinne sono striate. La lunghezza massima registrata è di 14 cm.
Somiglia a Upeneus subvittatus, dal quale si distingue per la colorazione leggermente diversa e la prima pinna dorsale più alta. Si distingue inoltre da U. suahelicus e U. mascareinsis per i barbigli e le pinne pettorali più corte.

## Distribuzione e habitat
Proviene dalle coste dello Sri Lanka, dove nuota fino a 40 m di profondità.